# Xanthorhoe defensaria
Xanthorhoe defensaria là một loài bướm đêm trong họ Geometridae.